# Недержание мочи у женщин
Одним из самых распространённых урологических заболеваний у женщин является недержание мочи — состояние, которое крайне негативно сказывается на качестве жизни пациенток.

## Значимость проблемы
Согласно определению Международного общества по удержанию мочи (англ. International Continence Society, ICS) недержание мочи — состояние, при котором «… непроизвольное выделение мочи приводит к социальным или гигиеническим проблемам».
Эта формулировка, данная в 1988 году, ясно указывает на социальный аспект болезни. Последующее определение терминологического комитета ICS характеризует недержание мочи как «…любое состояние, приводящее к непроизвольному выделению мочи». А недержание мочи при напряжении (НМПН) определяется ICS как «…жалоба на непроизвольное выделение мочи при усилии, напряжении, чихании или кашле». Первоначальное определение заболевания охватывает группу пациентов, которые стремятся получить медицинскую помощь в силу влияния болезни на их качество жизни. Но для определения распространённости недержания мочи во всей женской популяции следует придерживаться второй формулировки, утверждённой в 2002 году.
Эпидемиологические данные, представленные ICS, показывают, что НМПН широко распространено в США и странах Европы, где-то от 34 до 38 % женщин страдают этим заболеванием.
Согласно отечественным исследованиям около 38,6 % женского населения отмечают симптомы непроизвольного выделения мочи, а среди группы из более чем трёх тысяч опрошенных женщин в России у 20 % недержание мочи проявлялось регулярно.

## Классификация
- Стрессовое недержание мочи — непроизвольная утечка мочи при напряжении, кашле или чихании
- Ургентное недержание мочи — непроизвольная утечка мочи, возникающая сразу после резкого позыва к мочеиспусканию
- Смешанное недержание — непроизвольная утечка мочи, сопровождающаяся резким позывом, а также резким усилием, напряжением, чиханием или кашлем.

## Эпидемиология
- Стрессовое недержание мочи — 49 %
- Ургентное недержание мочи — 22 %
- Смешанное недержание мочи — 29 %

## Причины стрессового недержания мочи
- Недостаточная поддержка уретры и (или) шейки мочевого пузыря, приводящая к гипермобильности уретры
- Недостаточность внутреннего сфинктера мочевого пузыря

## Диагностика
- Клинические исследования
- Методы визуализации
- Комплексное уродинамическое обследование

### Диагностический алгоритм
- Есть эпизоды непроизвольного выделения мочи?
- Что приводит к недержанию мочи?
- Степень выраженности недержания мочи
- Частота мочеиспусканий за день
- Частота мочеиспусканий за ночь
- Какое лечение проводилось ранее
- Провести гинекологическое обследование
- Оценить данные функциональных проб и дневник мочеиспускания
- Заполнить опросник
- Провести исследование остатка мочи, посев на флору и чувствительность к антибиотикам

## Лечение
Принципы коррекции НМПН изменялись по мере последовательного развития концепции удержания мочи. Теория давления, представленная Enhörling в 1961 году, привела к появлению множества оперативных методов, направленных на коррекцию шейки мочевого пузыря.
В последующем McGuire, Green и другие предложили слинговые операции для лечения НМПН, так как они считали, что в основе патогенеза болезни лежит слабость сфинктера мочевого пузыря. Предложенный DeLancey «гамачный» механизм удержания мочи послужил основой для последующего развития интегральной теории Ulmsten и Petros в 1996 году, лежащей в основе разработки так называемых «малоинвазивных» слинговых операций. Впервые описанная Ulmsten операция для коррекции НМПН заключалась в проведении под средней уретрой проленовой петли (техника TVT — Tension-free Vaginal Tape). В 2001 году Delorme, а затем De Leval предложили разные модификации трансобтураторного доступа установки петли (техники TOT и TVT-O).
В последнее время наибольшее распространение получили малоинвазивные методы лечения, заключающиеся во введении объемообразующих
сред, таких как производные коллагена (например, препарат Коллост 7 или 15 %) либо синтетические объемообразующие средства (производные Urodex, производные декстраномеров, производные гиалуроновой кислоты и др.). Принцип основан на стимулировании образования собственного коллагенового уплотнения, препятствующего неконтролируемому раскрытию уретры.
Консервативное
- Изменение образа жизни
- Тренировка мышц тазового дна
- Электромиостимуляция
- Вспомогательные устройства
- Фармакологические препараты

Хирургическое
- Кольпосуспензия
- Слинговые операции (TVT, TVT-O, TVT SECUR system)
- Инъекционные методы лечения (гель «Collost», Urodex)